# Парамонов Іван Олександрович
Іва́н Олекса́ндрович Парамо́нов (17 січня 1996, місто Київ, Україна — 8 червня 2024, Богодухівський район Харківської області, Україна) —
український громадський діяч, культурний менеджер, волонтер, військовослужбовець Збройних сил України. Засновник і виконавчий директор громадської організації «Штука». Стипендіат відзнаки «Світло справедливості». Загинув під час бойового завдання в ході російсько-української війни.

## Освіта
Іван Парамонов народився 17 січня 1996 року в Києві. Навчався в Київському ліцеї № 89 імені Григорія Цехмістренка.
Вищу освіту здобував в Національному університеті харчових технологій. У 2021 році закінчив програму «Управління неприбутковими організаціями» Інституту лідерства та управління Українського католицького університету (УКУ).
У межах академічної мобільності проходив стажування в Католицькому університеті Хорватії (Загреб), де вивчав досвід постконфліктних громад. Розробив стратегію розвитку ГО «Майстерня мрії» у своїй дипломній роботі на базі досвіду хорватських та сербських організацій.

## Громадська діяльність

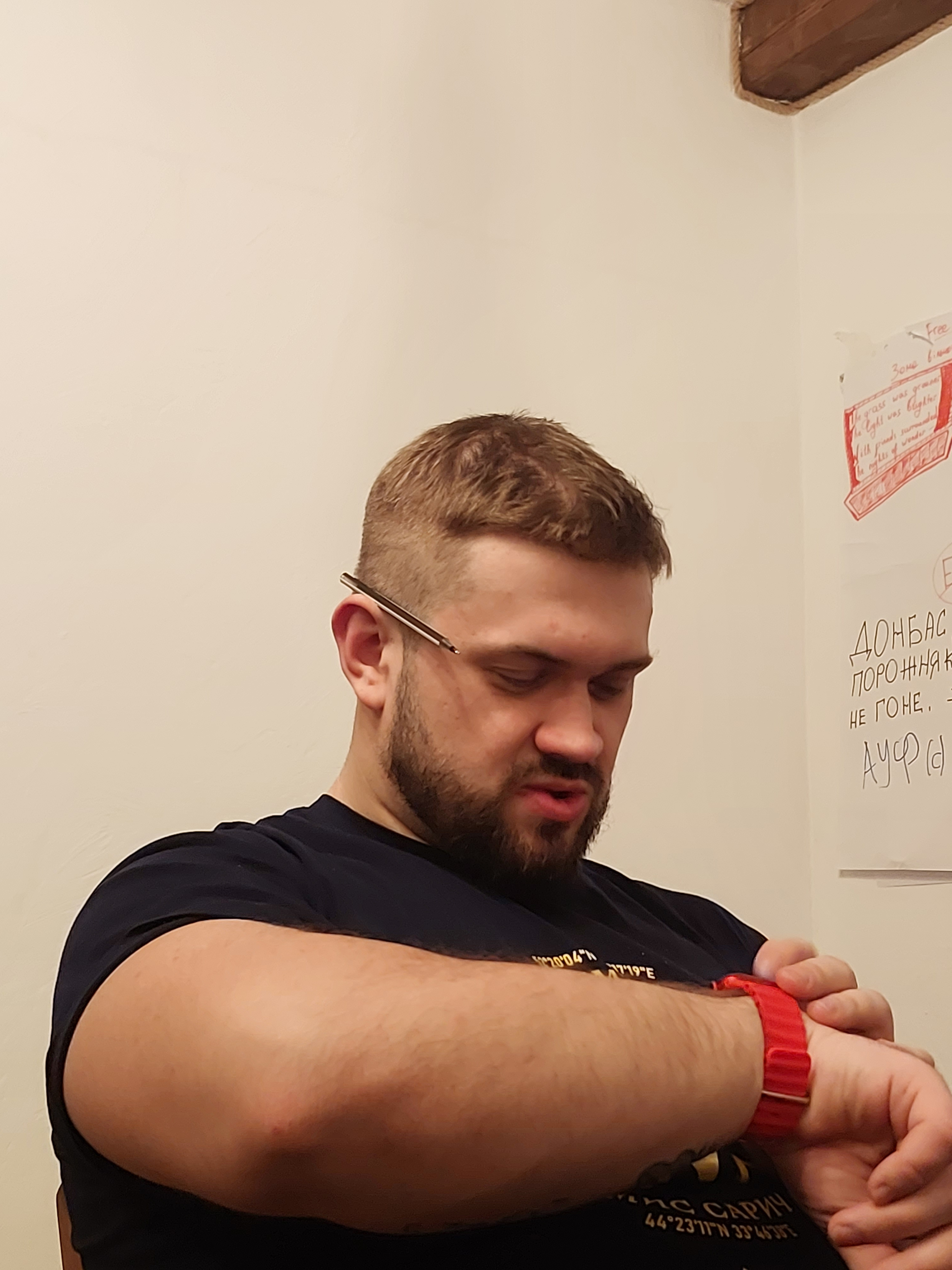
Іван Парамонов під час брейнстормінгової сесії ГО «Штука» у Львівській області

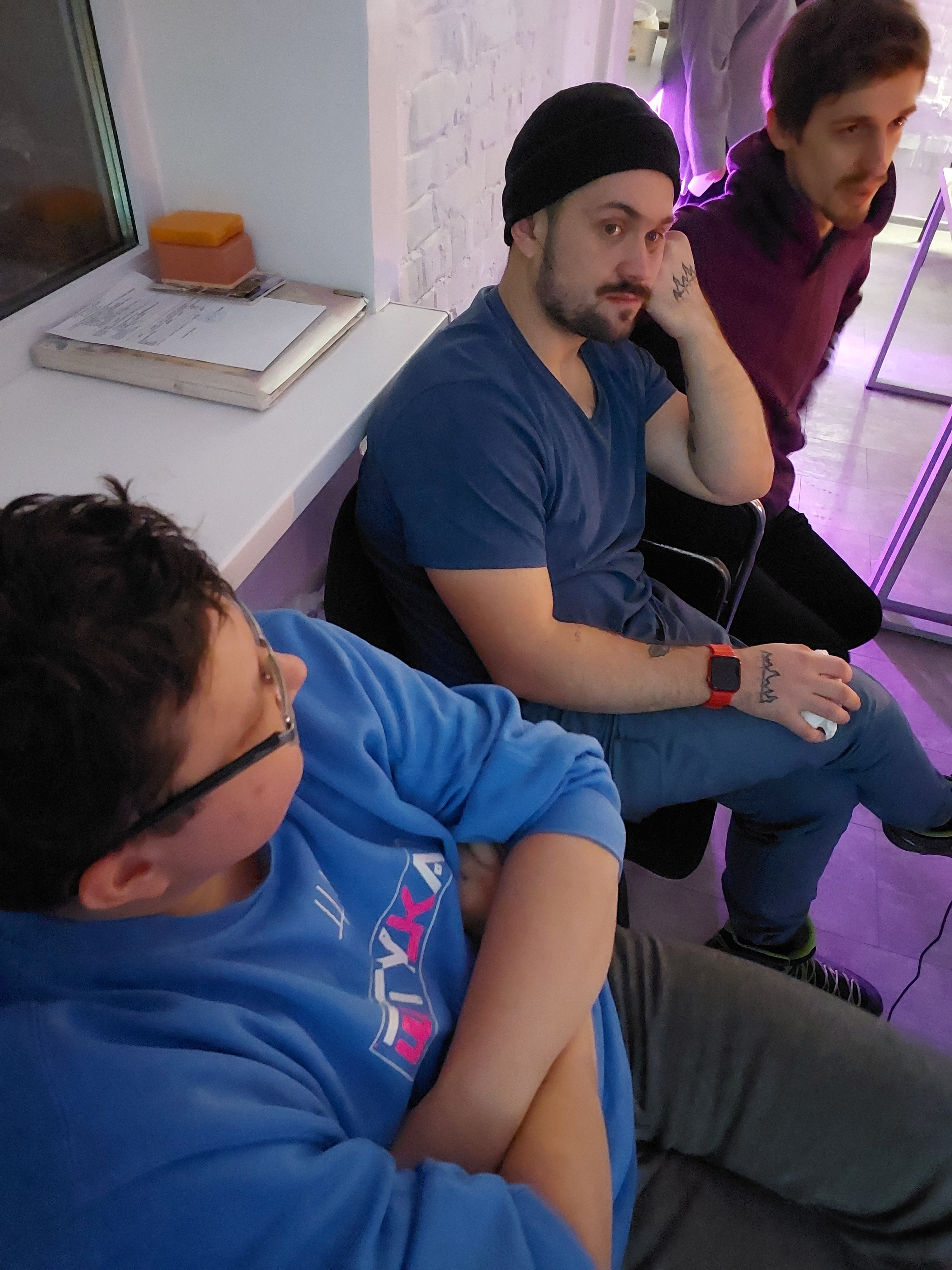
Іван Парамонов (по центру) на презентації в Хабі «+/- Нескінченність» у Києві. Зліва на світлині Євген Бражко, справа — Максим Романюк, друзі Івана та колеги-співзасновники ГО «Штука»

Із 2014 року — учасник Революції гідності. З 2015 року — активіст Фундації регіональних ініціатив (ФРІ), очолював її київський осередок у 2016 році. Організовував освітні проєкти та табори, спрямовані на розвиток молоді.
Брав участь в освітніх таборах, волонтерських та культурних ініціативах у Станиці Луганській, Щасті та Краматорську у складі ГО «Новий Донбас» і «Будуємо Україну разом» (БУР).
У 2019 році став співзасновником ГО «Штука», яка реалізовувала культурні та медійні проєкти, спрямовані на підтримку молоді з Донеччини та Луганщини, а також покращення іміджу регіону в Україні.
Також працював над соціальною інтеграцією ветеранів, культурним розвитком та відновленням Донбасу.

## Творчість
Іван Парамонов писав поезію. Серед його віршів: «Різнокольорова», «Біль» (обидва — 2020, Київ).
Вірш «Різнокольорова»
| Ліві лапки | В один момент настав прекрасний день Бурхливо течія Дніпра гула, човни несла Вона з’явилась ніби акварель Червона, чорна і чудна, наче прийшла весна Весь вечір майоріли стяги По вулицях неслися євробляхи Сміялись, говорили ми, лилось вино І вечір замінив тихенький ранок Та головне було одно: Обійми, очі, руки, поцілунок Що буде далі – я не знаю Але давно такого і не пригадаю Коли гуляв до ранку кожен раз Неначе вперше разом – а ніби і весь час Чи призведе це все до чогось – невідомо Та знаю точно я – момент Він кращий є за віллу в Комо Якщо знаходиш ти потрібний елемент | Праві лапки |

Вірш «Біль»
| Ліві лапки | Супутник вічного буття Він символом і знаком є життя Щоразу відчуваєш його ти Це означає маєш шанси йти Коли його немає зовсім Це – кінець Твоя душа в Архангелів – їх сім Ти більше не вінець Водночас, в той момент коли прознає тебе він Не можеш нічого робити – не win-win Коли проходить, навпаки, радієш Бо відчуваєш, шо живеш, проте старієш Він кожного життя є частка невід’ємна Того уникнути його ті спроби – то даремно Момент його початку ти не передбачиш Та й зовні ти його ніколи не побачиш Це щось таке, що чутно тільки всередині Щось таке, підвладне лиш одній людині І хоч наука бореться із ним: Фенацетин, ібупрофен, морфін Не завжди хімія потрібна в поміч Оскільки він прийшов, щоб ти навчився дати відсіч Коли ти болі не пізнаєш Як ти добро від зла-то відрізняєш? Блаженство – Інь, а Біль – то Янь Цю парадигму бачиш всюди, де не глянь Щоразу коли тебе мучить він: Духовний чи фізичний Нема різниці: чи Річард, чи то Саладін Допоки він існує – ти є вічний Він завжди пройде То ж не впадай у відчай | Праві лапки |

## Російсько-українська війна
З початком повномасштабного вторгнення Росії в Україну у 2022 році Іван активно волонтерив, доставляючи гуманітарну допомогу військовим та мешканцям прифронтових громад Донеччини, Луганщини та Харківщини.
У лютому 2024 року добровільно вступив до лав Збройних сил України. Загинув 8 червня 2024 року під час виконання бойового завдання на Харківському напрямку внаслідок поранення уламками в шию і серце.

## Поховання та вшанування
Прощання з Іваном Парамоновим відбулося 12 червня 2024 року на Майдані Незалежності в Києві.
| Ліві лапки | «Це мій брат Іван – наш Герой. Захищаючи свою країну, він загинув… Люблячий син, коханий хлопець, щирий друг, приклад для інших...» | Праві лапки |

 — [Олександра Москаленко, сестра Івана].
| Ліві лапки | «Для мене Іван — це людина-душа… Поєднання життєрадісності, мудрості, відповідальності й глибини» | Праві лапки |

 — [Ліна Полихата, керівниця програми УКУ].
У пам'ять про нього було створено стипендійний фонд від Українського католицького університету.
Похований на Алеї Героїв Лісового кладовища в Києві.
Указом Президента України № 760/2024 від 11.11.2024 р. нагороджений орденом «За мужність» III ступеня
Розпорядженням Печерської РДА в м. Києві від 05.06.2025 р. № 249 погоджено встановлення меморіальної дошки на фасаді житлового будинку № 17 на Кловському узвозі у Печерському районі міста Києва. В цьому будинку мешкав Іван.
Іван Парамонов залишив значний внесок у розвиток громадянського суспільства України, особливо на сході країни. Його діяльність у сфері культури, освіти та молодіжної політики сприяла зміцненню української ідентичності та підтримці постраждалих регіонів. Його пам'ять вшановують як приклад відданості, мужності та любові до Батьківщини.